# 仰光
仰光（緬甸語發音：[jàɰ̃ɡòʊɰ̃] ），原稱大光（孟語：လဂုင် la.gung），緬甸最大城市，仰光省首府。2006年之前为緬甸首都，是缅甸的经济中心。2014年普查人口约735万。
仰光位於仰光河河岸，属伊洛瓦底江三角洲地区。这里原本是孟族聚居的土地，在殖民时代成为英属缅甸首府，成为缅甸的行政、教育和经济中心，迎来大量移民。仰光也成为当时缅甸独立运动的中心，并在1948年缅甸独立后继续作为首都，直到2006年迁都至内比都。
仰光主要出口米、柚木、石油、棉花和各類金屬礦藏等。仰光殖民时代的市中心较完整地保留至今，其殖民时代建筑是东南亚城市中最多的。如今，仰光仍面临基础设施落后的问题，尽管近年来有诸多住宅和商业楼宇重建改建，其城郊的卫星城镇仍相对贫困，缺乏基本的基础设施。

## 名称
1753年，雍籍牙國王建都以前，仰光只是小漁村。仰光原名為「大光」，於1755年改名为仰光，时汉译漾贡。「仰光」是兩個字「（yan）」和「（gon）」的結合，分別指“敵人”和“結束”， 也是“和平” 的意思。
英属缅甸时代的旧式英文拼写为。

## 歷史

### 早期歷史
仰光於11世紀初（約1028-1043年）由當時居住在下緬甸的孟族建立，當時名為大光。從14世紀勃固王朝時期開始，大光就成為一個重要的朝聖城鎮。大光的著名統治者包括從1364年至1392年統治該鎮的瑪哈德威公主和她的侄孫女信紹布，後者後來成為緬甸歷史上唯一一位女王。
1755年，貢榜王朝的開國君主雍笈牙攻占了大光，擴張了城市的規模，並將大光改名為「仰光」。大約在1790年代左右，東印度公司在仰光開設了一家工廠。1823年仰光的人口估計約為3萬人。英國在第一次英緬戰爭期間佔領了仰光，但戰後將該城市歸還給緬甸統治，該城後於1841年毀於一場大火。

### 殖民時期（1852—1948）
1852年，英國在第二次英緬戰爭中佔領了仰光和整個下緬甸，隨後將仰光轉變為英屬緬甸的商業和政治中心。戰後，英國人將英屬緬甸的首都從毛淡棉遷至仰光。英國人計畫在三角洲上建造一座棋盤狀城市，東面緊鄰帕尊當溪，西南邊則緊鄰仰光河，由當時陸軍工程師亞歷山大·弗雷澤中尉（Lt. Alexander Fraser）設計規劃。1885年，英國於第三次英緬戰爭佔領上緬甸，仰光成為緬甸唯一的政治中心。1890年代起，仰光人口不斷增長，商業活動日漸發達，城北臨皇家湖和茵雅湖的地方建成大片郊區住宅區。英國人還建立了仰光總醫院和仰光大學。
仰光也是1857年印度起義後，英國人將蒙兀兒帝國末代皇帝巴哈杜爾·沙二世流放的地方。
殖民時期的仰光擁有面積廣大的公園和湖泊，城市裡新建的現代建築與傳統木造建築交相輝映，因此被譽為「東方花園城市」。到20世紀初，仰光的公共服務和基礎建設能與倫敦相媲美。到了二戰前夕，仰光50萬人口中約有55%是印度人或南亞裔，只有約三分之一是緬人。其他族群則有克倫族、中國人、英緬混血兒等。
第一次世界大戰後，仰光成為緬甸獨立運動的中心，主要由仰光大學的左翼學生領導這場運動。1920年、1936年和1938年三次反對英國統治的全國性罷工都是先從仰光開始的。1930年5月5日，缅甸的勃固地区发生了一场規模7.0的地震，虽当时仰光的人口只有40万，但也导致了仰光有50人丧生，同年初还发生了1930年仰光骚乱。
二戰爆發後，日軍於1942年3月8日占領仰光，仰光也在戰爭期間遭受嚴重破壞。1945年5月，盟軍收復仰光。1948年1月4日，緬甸獨立，仰光成為緬甸聯邦的首都。

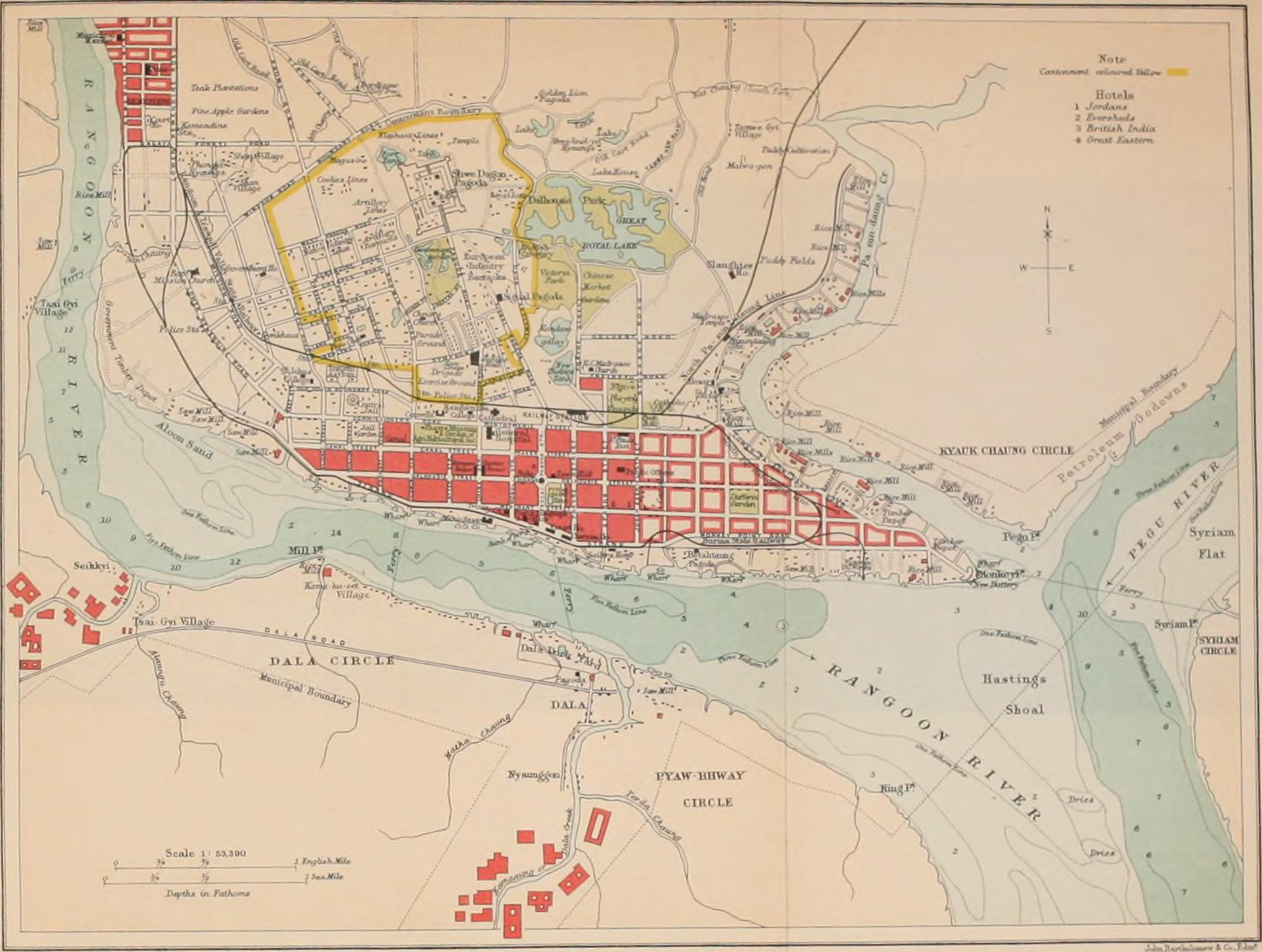
仰光地圖，繪於1911年，可见方格形布局的仰光市中心
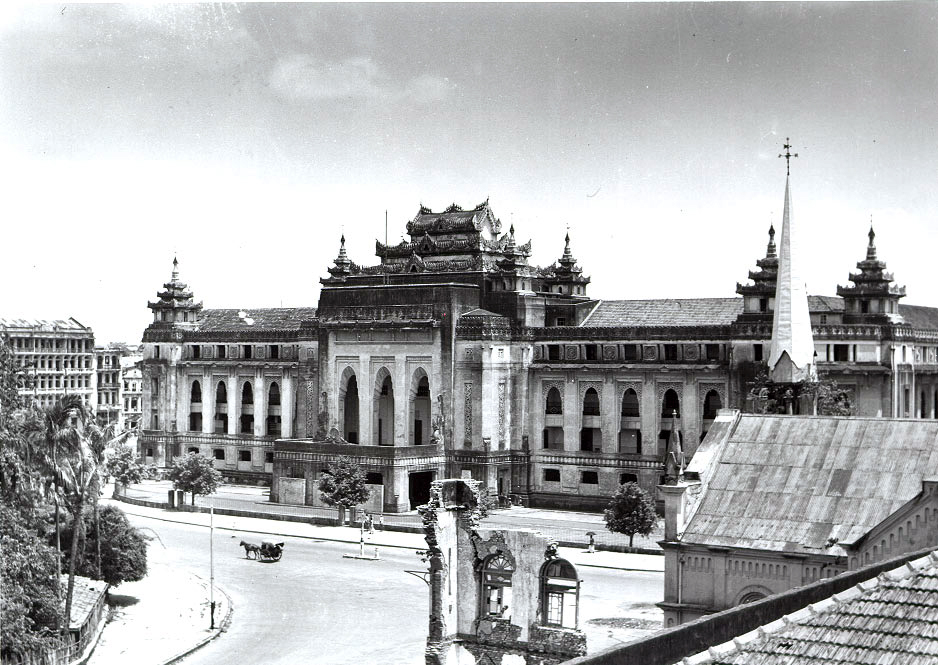
仰光市政厅
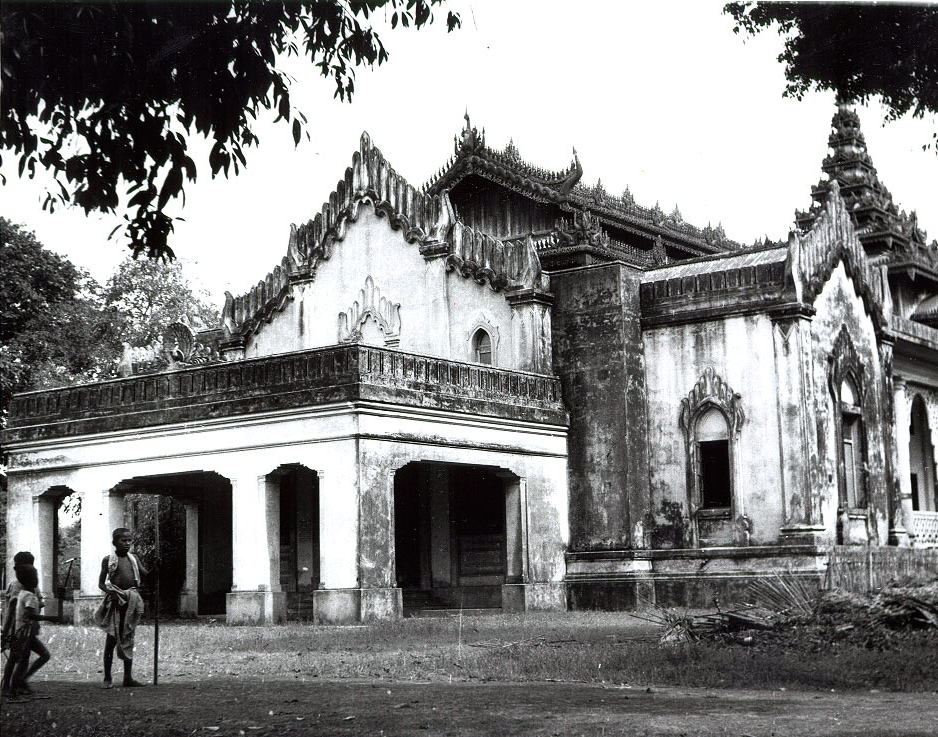
仰光大学
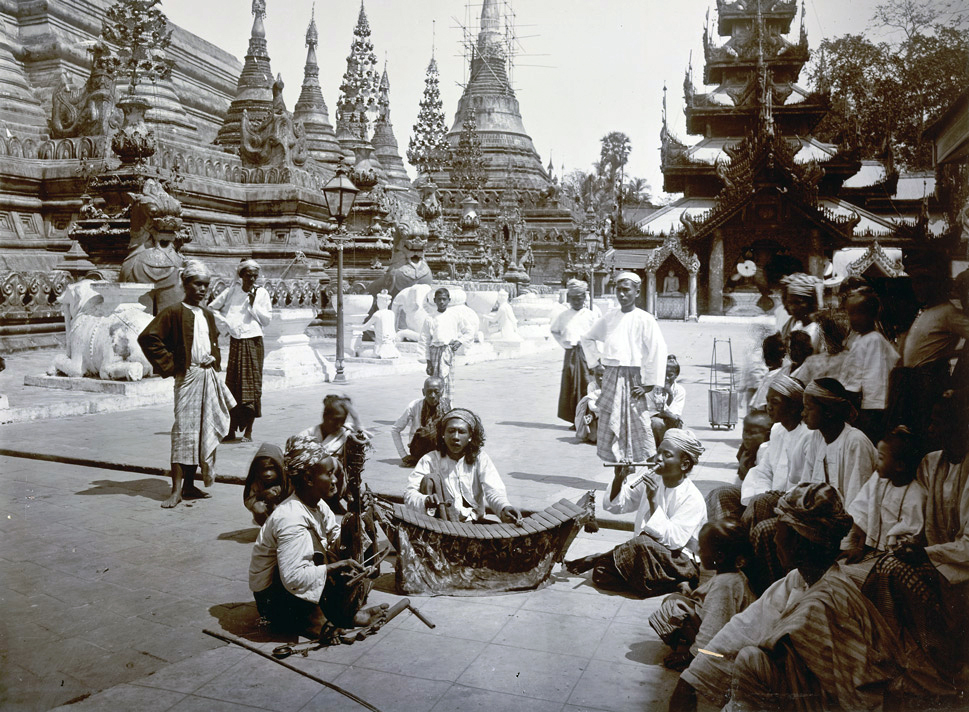
大金塔的缅族艺人，摄于1895年
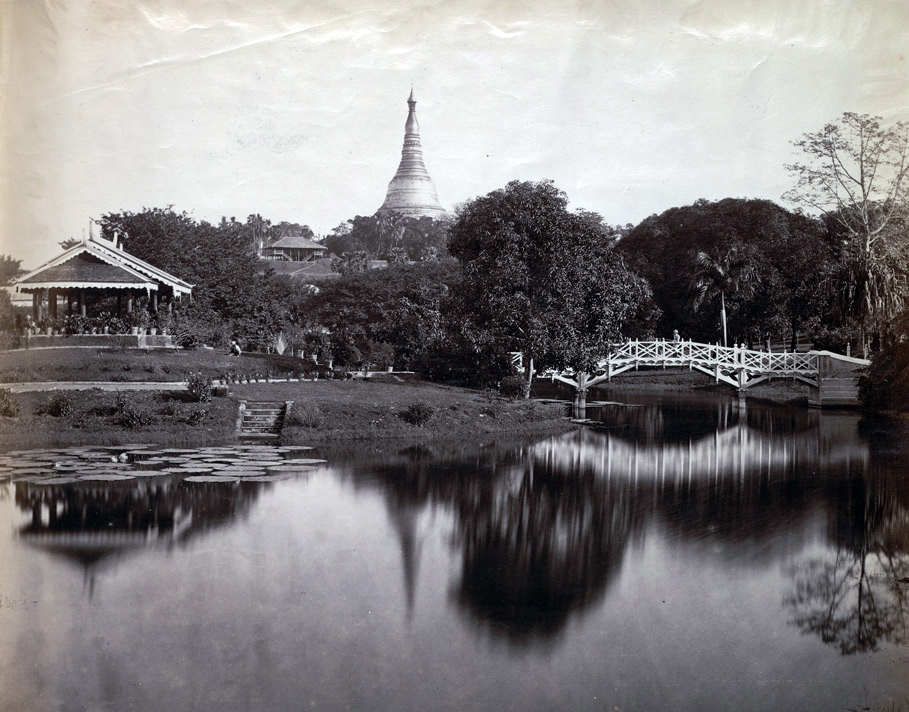
1868年軍營花園一景，远处可见大金塔。現為甘杜敏公园（Kantawmin Park）
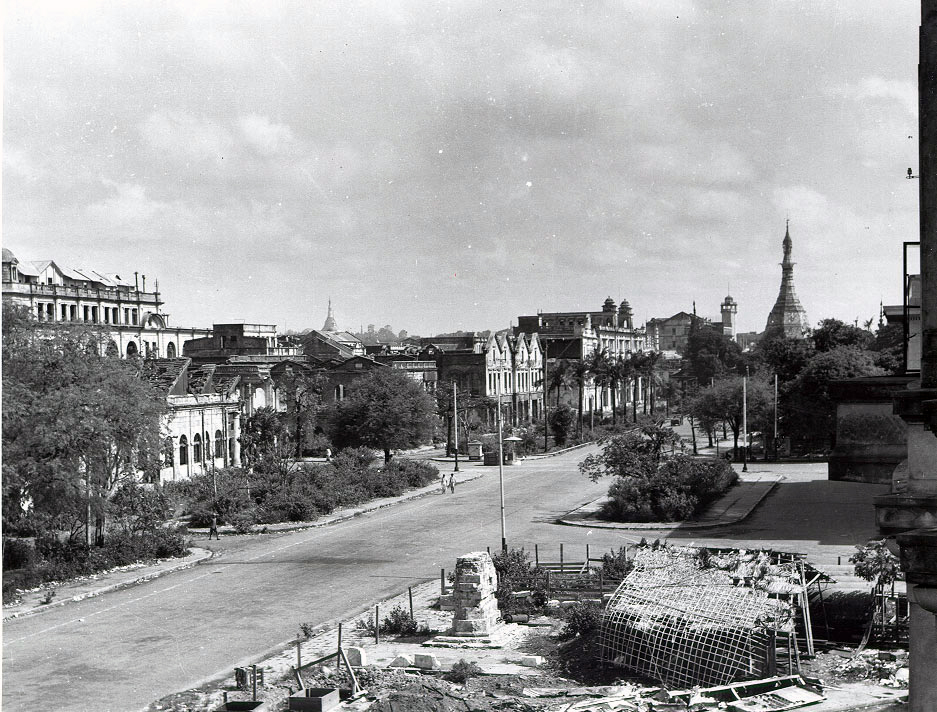
仰光市區在二戰期间嚴重受损

### 獨立後
1948年，缅甸独立，继续以仰光为首都，并将殖民时代的英文街道、公园名改为缅文。缅甸独立后，城区多数南亚裔、欧洲裔和英缅混血儿居民逐年迁离。仰光继续为缅甸的经济中心。1989年，缅甸国家和平与发展委员会宣布将仰光的英文拼写改为“Yangon”。

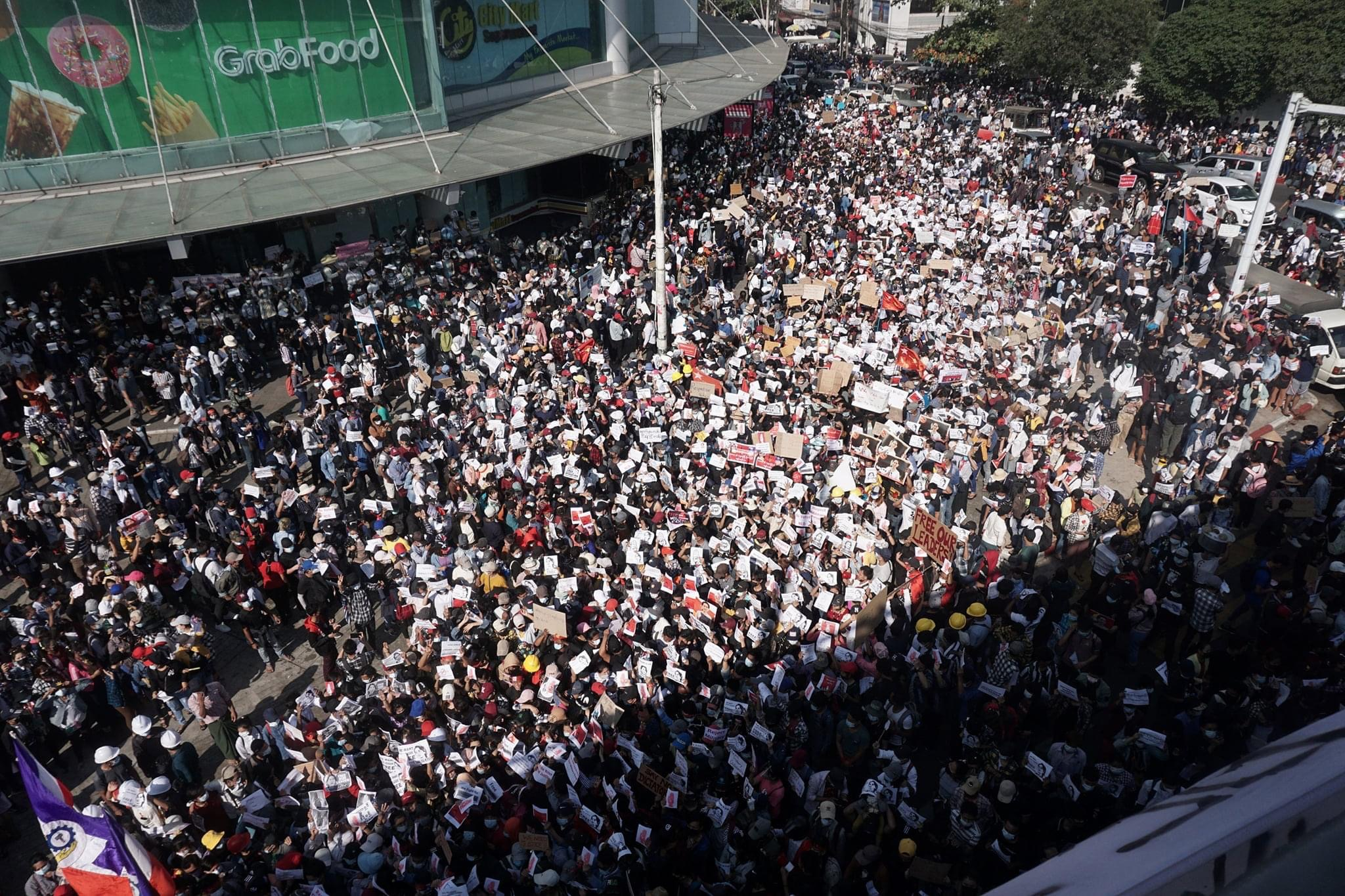
2021年緬甸軍事政變后，仰光街头爆发示威

仰光城区逐步向近郊扩展，并由政府主导开发卫星城镇，50年代建有打基达镇区、北奥格拉巴镇区、南奥格拉巴镇区，80年代建有萊達雅鎮區、瑞必達鎮區、德贡谬迪南镇区。奈温执政时期（1962年–1988年），仰光人口快速增长，但基础设施修缮不力，难以承担人口压力。90年代，缅甸政府实施开放的市场政策，仰光迎来大量新投资，城市设施亦得到更新，建成高层酒店、办公楼、商场，及六座桥梁、五条高速公路。部分城区居民也被迁移至卫星城镇。1996年，仰光市政府公布仰光城市遗产名录，列入200座左右需保护的殖民时代建筑。
仰光作为缅甸政治中心，亦是大大小小示威运动的中心，且有数次激烈的流血对抗，如1974年吴丹葬礼示威、1988年8888民主運動、2007年反軍政府示威、2021年反军事政变示威。1983年，北韓特務在仰光發動炸彈攻擊事件，导致21人丧命，包括韩国一名副总理和三名部长，導致北韓與緬甸斷交。8888民主运动期间有大量市民伤亡，死亡人数按不同调查源有350至10000人不等。2005年5月7日，仰光发生连环爆炸案，11人丧命，162人受伤。2007年示威期间爆发大规模枪战，亦有数千名僧侣上街游行。
2005年11月，缅甸政府正式迁都至仰光以北320公里的奈比多。
2008年5月，气旋纳尔吉斯吹袭仰光，仰光四分之三的工業基礎設施遭到毁坏，損失估計達8億美元。
2020年后，冠狀病毒病疫情和军事政变造成乱局，政府实行封锁措施及宵禁。仰光经济亦受到极大打击，陷入萧条。如今的仰光仍难以维持如全日供电及定期垃圾清理等基础市政服务。

## 地理及氣候
仰光位於下緬甸，属热带季风气候，终年绿树成荫、鲜花常开，有“花园城市”之称。市区有两个风景秀丽的湖泊——大湖和茵雅湖，市内有举世闻名的仰光大金寺。
| 仰光（1961至1990） | 仰光（1961至1990） | 仰光（1961至1990） | 仰光（1961至1990） | 仰光（1961至1990） | 仰光（1961至1990） | 仰光（1961至1990） | 仰光（1961至1990） | 仰光（1961至1990） | 仰光（1961至1990） | 仰光（1961至1990） | 仰光（1961至1990） | 仰光（1961至1990） | 仰光（1961至1990） |
| 月份               | 1月                | 2月                | 3月                | 4月                | 5月                | 6月                | 7月                | 8月                | 9月                | 10月               | 11月               | 12月               | 全年               |
| ------------------ | ------------------ | ------------------ | ------------------ | ------------------ | ------------------ | ------------------ | ------------------ | ------------------ | ------------------ | ------------------ | ------------------ | ------------------ | ------------------ |
| 平均高温 °C（°F）  | 32.2 (90.0)        | 34.5 (94.1)        | 36.0 (96.8)        | 37.0 (98.6)        | 33.4 (92.1)        | 30.2 (86.4)        | 29.7 (85.5)        | 29.6 (85.3)        | 30.4 (86.7)        | 31.5 (88.7)        | 32.0 (89.6)        | 31.5 (88.7)        | 32.3 (90.1)        |
| 平均低温 °C（°F）  | 17.9 (64.2)        | 19.3 (66.7)        | 21.6 (70.9)        | 24.3 (75.7)        | 25.0 (77.0)        | 24.5 (76.1)        | 24.1 (75.4)        | 24.1 (75.4)        | 24.2 (75.6)        | 24.2 (75.6)        | 22.4 (72.3)        | 19.0 (66.2)        | 22.6 (72.7)        |
| 平均降雨量 mm（）  | 5 (0.2)            | 2 (0.1)            | 7 (0.3)            | 15 (0.6)           | 303 (11.9)         | 547 (21.5)         | 559 (22.0)         | 602 (23.7)         | 368 (14.5)         | 206 (8.1)          | 60 (2.4)           | 7 (0.3)            | 2,681 (105.6)      |
| 平均降雨天数       | .2                 | .2                 | .4                 | 1.6                | 12.6               | 25.3               | 26.2               | 26.1               | 19.5               | 12.2               | 4.8                | .2                 | 129.3              |
| 来源：世界气象组织 |                    |                    |                    |                    |                    |                    |                    |                    |                    |                    |                    |                    |                    |

## 行政区划
| 西区 | 东区 | 南区                        | 北区                                                |
| --- | --- | --------------------------- | --------------------------------------------------- |
| - 阿弄鎮區 - 巴漢鎮區 - 德贡镇区 - 萊鎮區 - 甘馬育鎮區 - 皎德達鎮區 - 九文台镇区 - 蘭瑪多鎮區 - 拉達鎮區 - 瑪仰公鎮區 - 班貝坦鎮區 - 叄羌鎮區 | - 波达通镇区 - 德贡谬迪港口镇区 - 多邦鎮區 - 敏加拉当纽镇区 - 德贡谬迪东镇区 - 德贡谬迪北镇区 - 德贡谬迪南镇区 - 北奥格拉巴镇区 - 勃生堂镇区 - 南奥格拉巴镇区 - 淡汶镇区 - 打基达镇区 - 丁眼遵镇区 - 仰景镇区 | - 达拉镇区 - 色枝克瑙托镇区 | - 永盛镇区 - 萊達雅鎮區 - 明加拉顿镇区 - 瑞必達鎮區 |

## 交通

### 航空
仰光國際機場，距离市中心12km，是缅甸的重要门户。拥有众多航班飞往亚洲各主要城市如河内、香港、東京、首爾、廣州、桃園、胡志明市、曼谷、科伦坡和新加坡。
國內航班飛往城市有曼德勒、奈比都、黑河、大其力、實兌、丹兌、土瓦、實皆、娘烏。

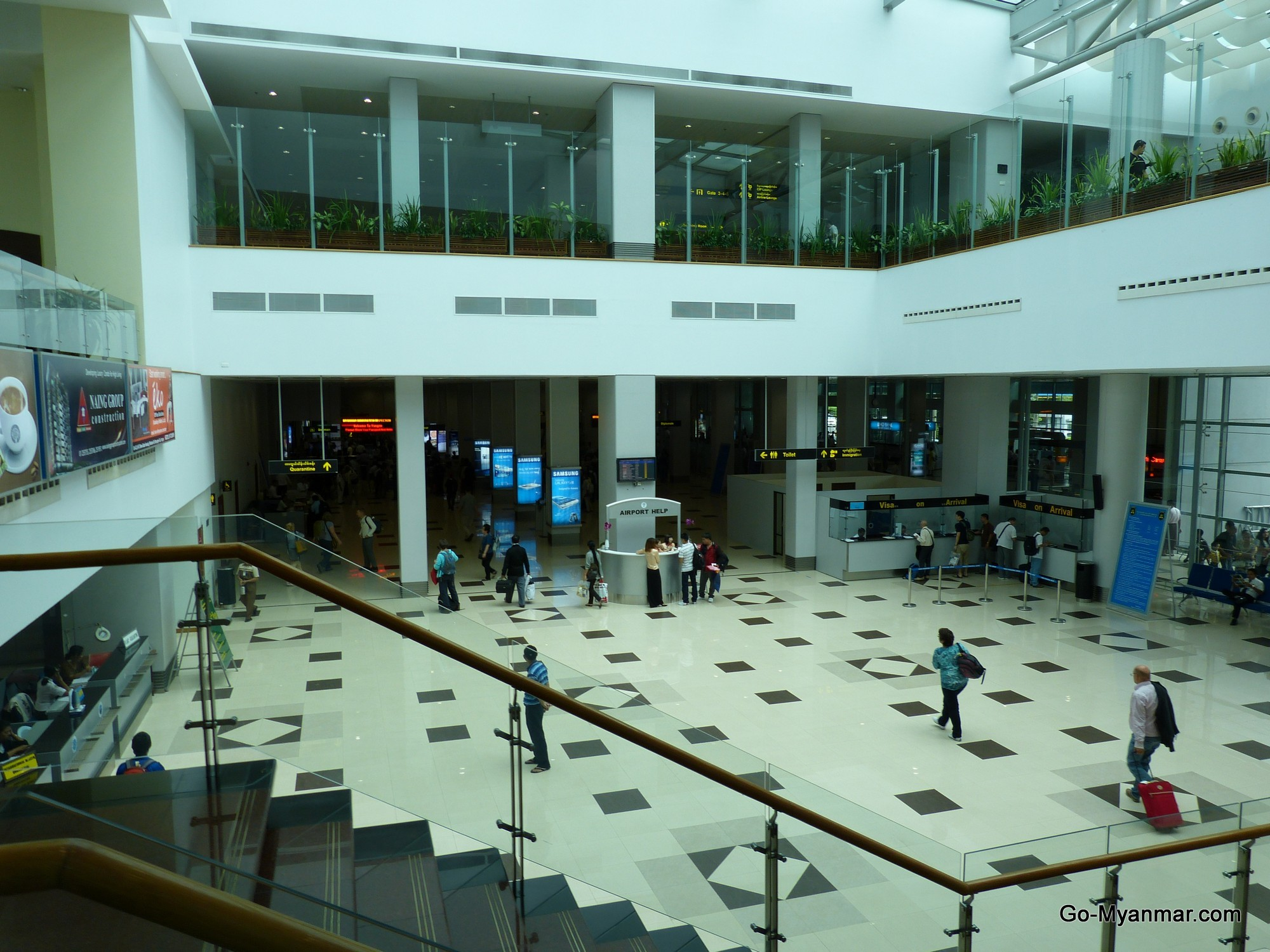
仰光國際機場內部

### 鐵路
仰光中央車站是緬甸總長5403公里鐵路網中的主要始發站，其覆蓋範圍涵蓋緬甸北部地區（內比都、曼德勒、瑞波）、內陸地區（密支那）、撣山丘陵（東枝、臘戍）和德林達依海岸（毛淡棉、土瓦）。
仰光環狀線是一個全長45.9公里，設有 39 個車站的通勤鐵路線，連接仰光市區與周遭的衛星城鎮。其廣受當地民眾歡迎，日運量約150,000人次。
2017年，日本政府提供了超過2億美元的資金，協助提升仰光環狀線的發展、線路維護、購買新車廂及升級信號等計畫。

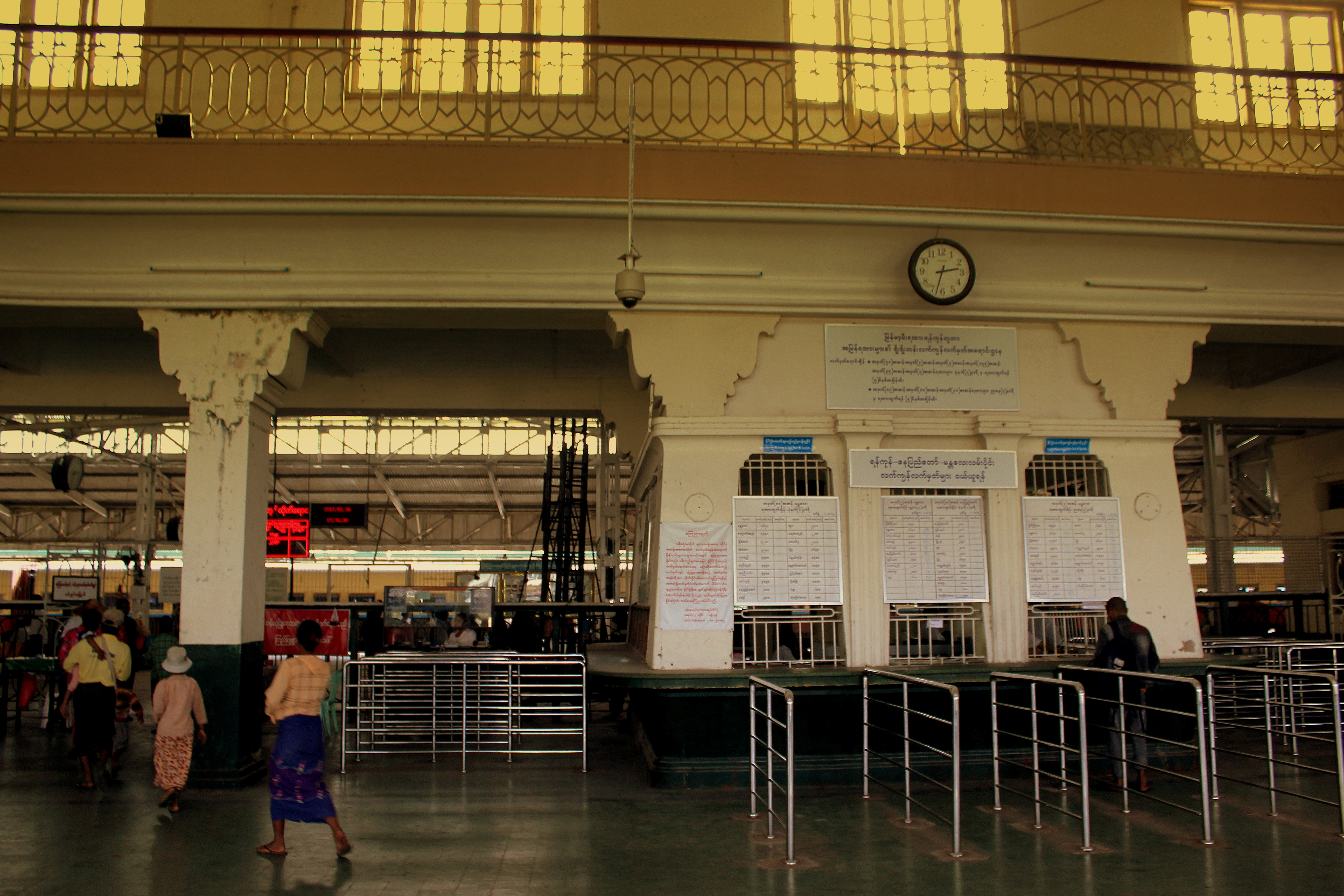
仰光中央车站售票處
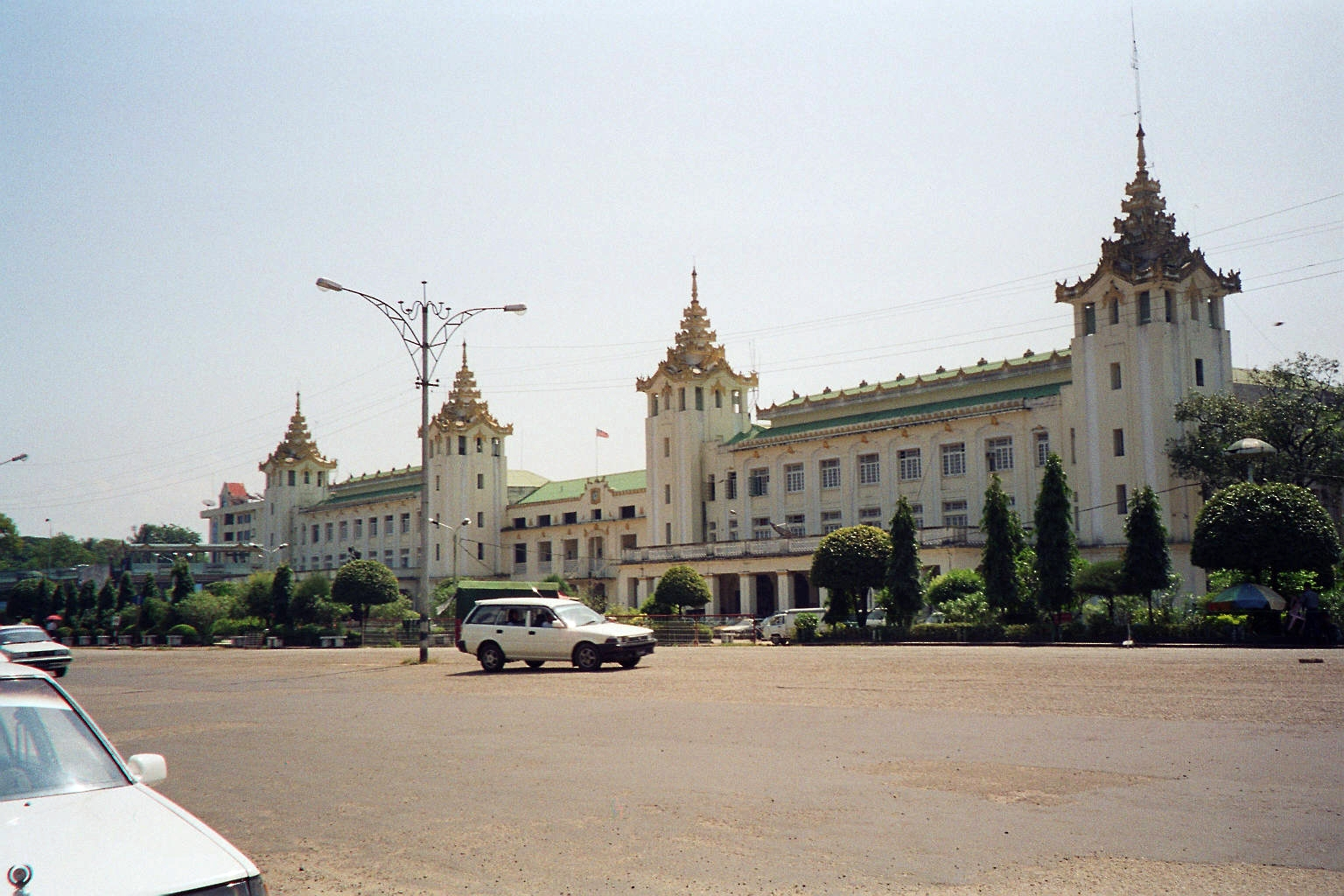
仰光中央車站

## 教育

### 高等教育
- 仰光大學
- 仰光理工大學，之前为仰光理工學院。
- 達貢大學

## 姐妹城市
- 尼泊尔加德滿都
- 中国大陆揚州市，1997年締結
- 中国大陆昆明市，2008年締結
- 中国大陆南寧市，2009年締結

## 圖集

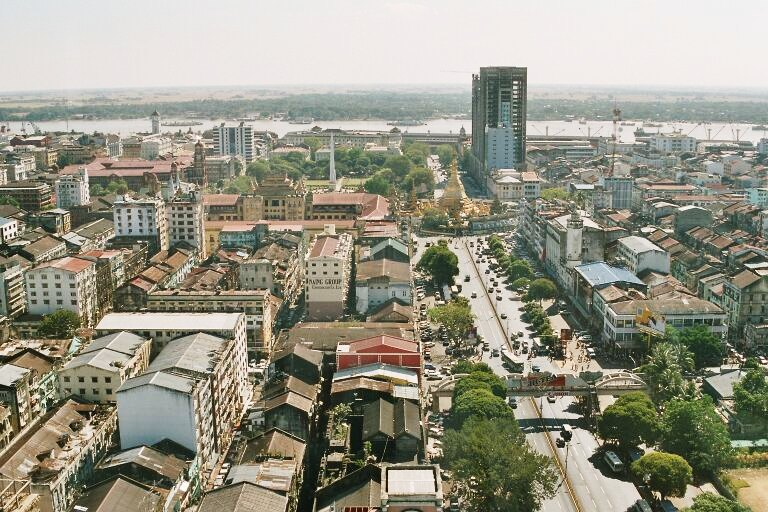
仰光市中心
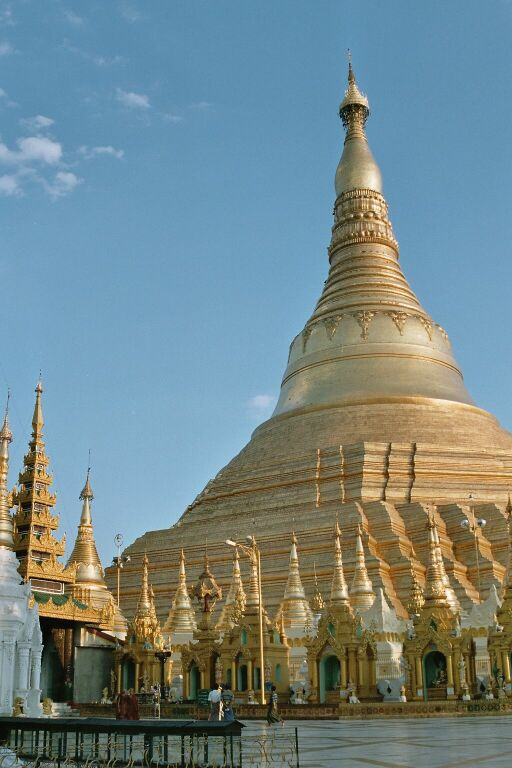
仰光大金寺
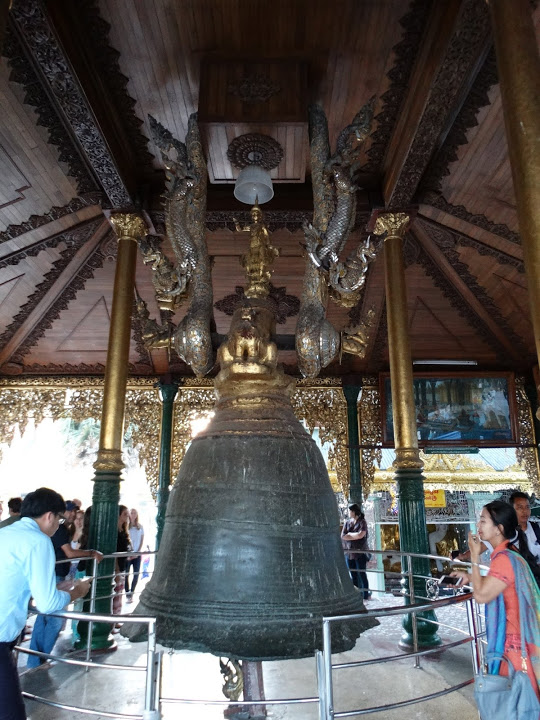
仰光大金寺的钟
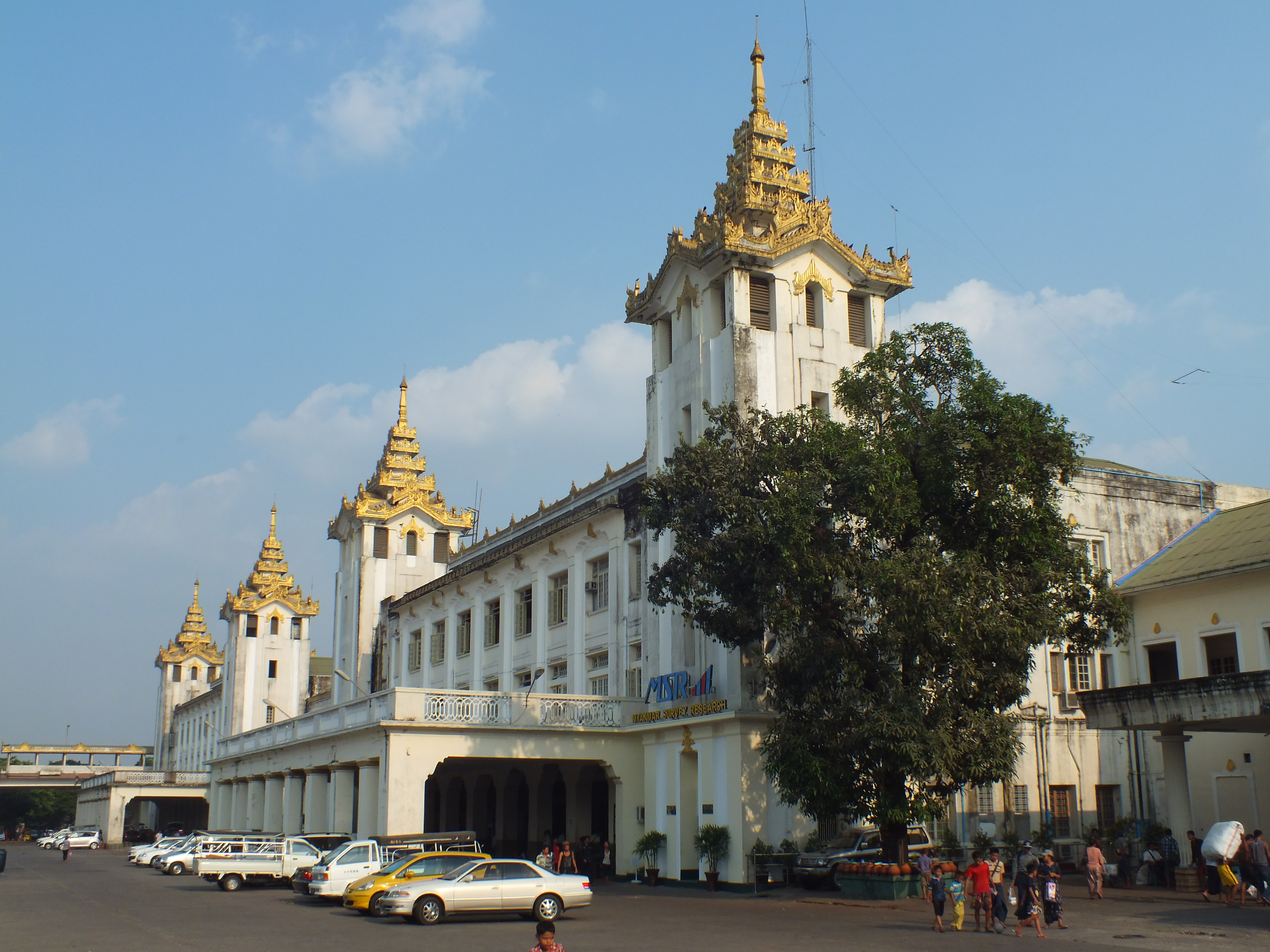
仰光火車站
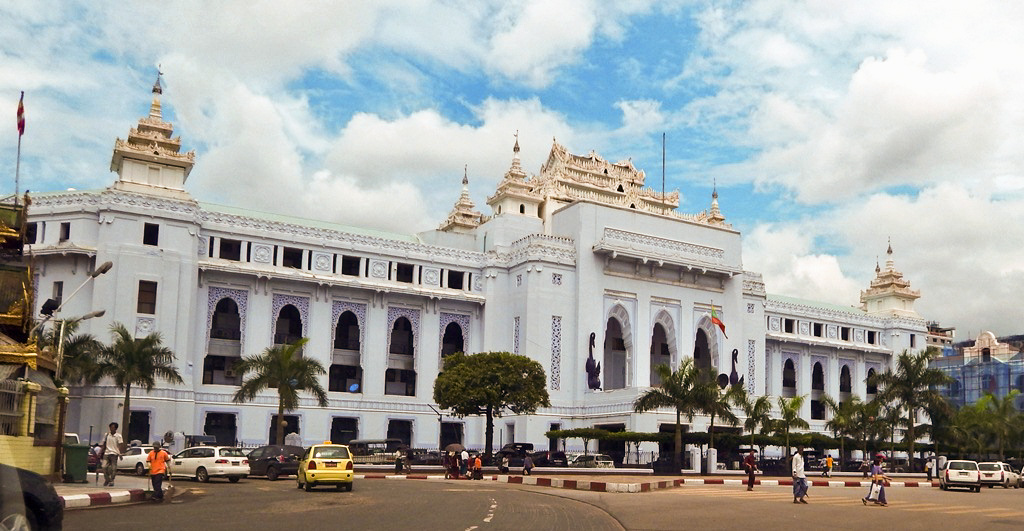
仰光市政廳
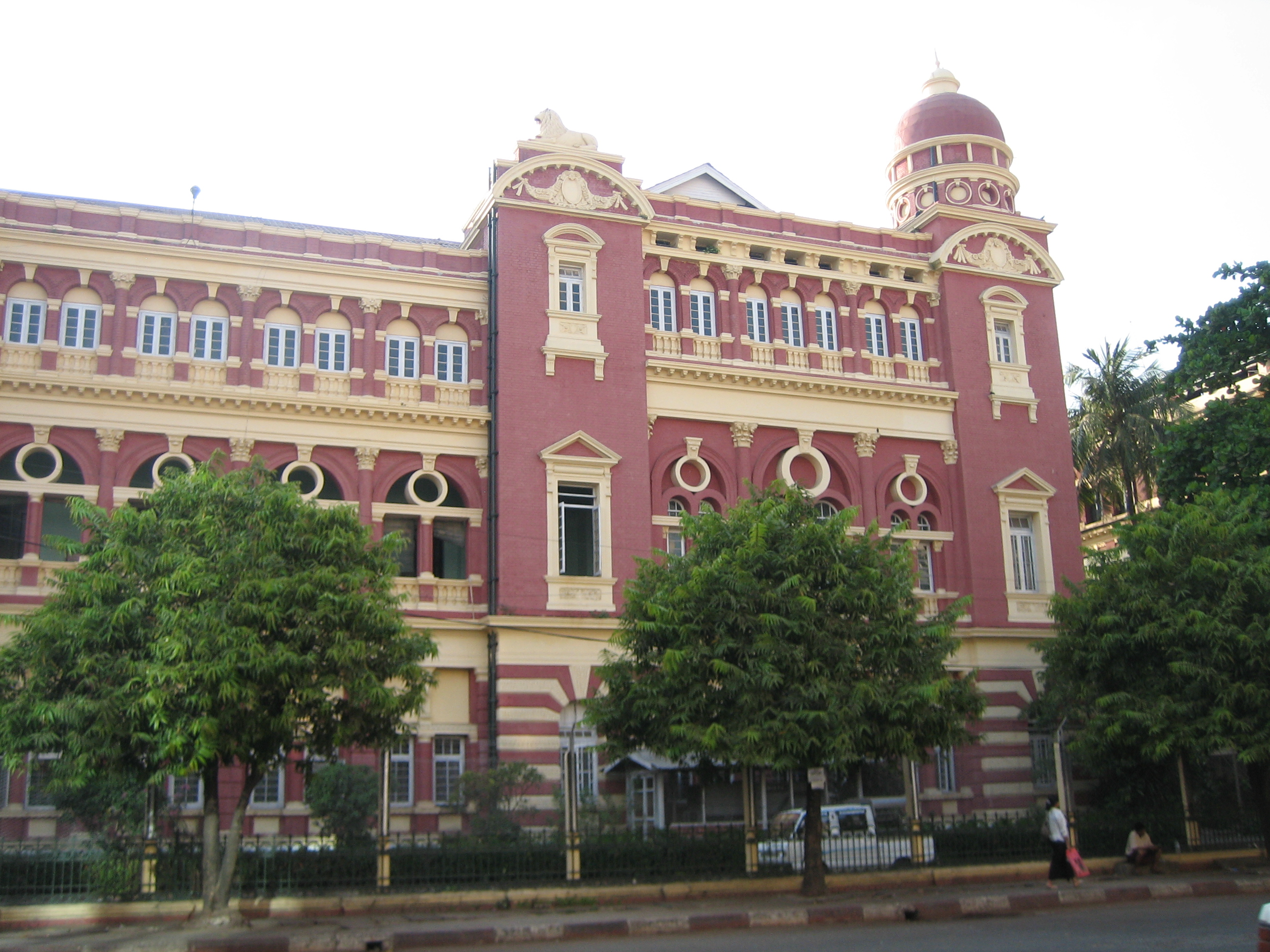
緬甸最高法院
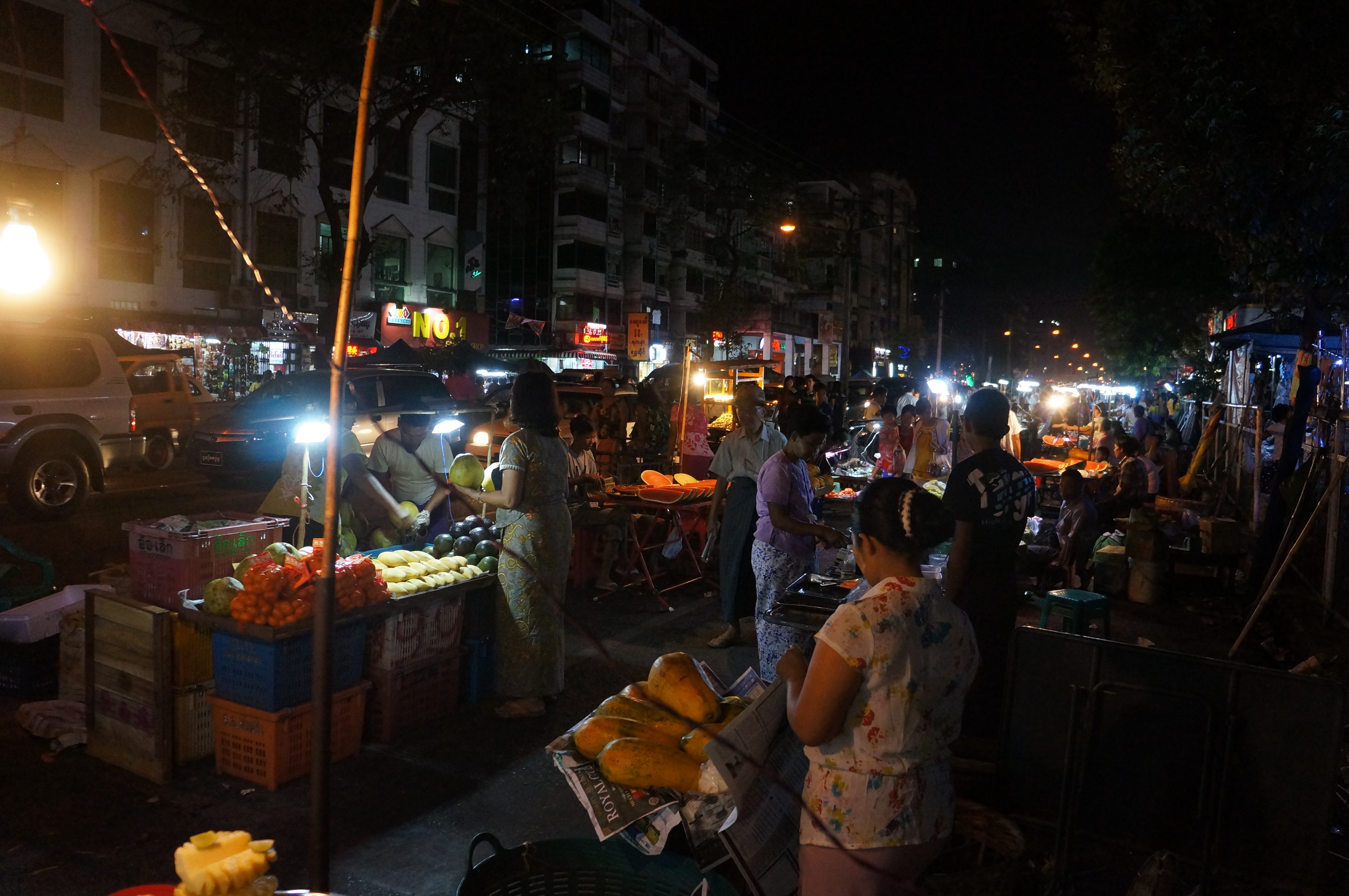
唐人街
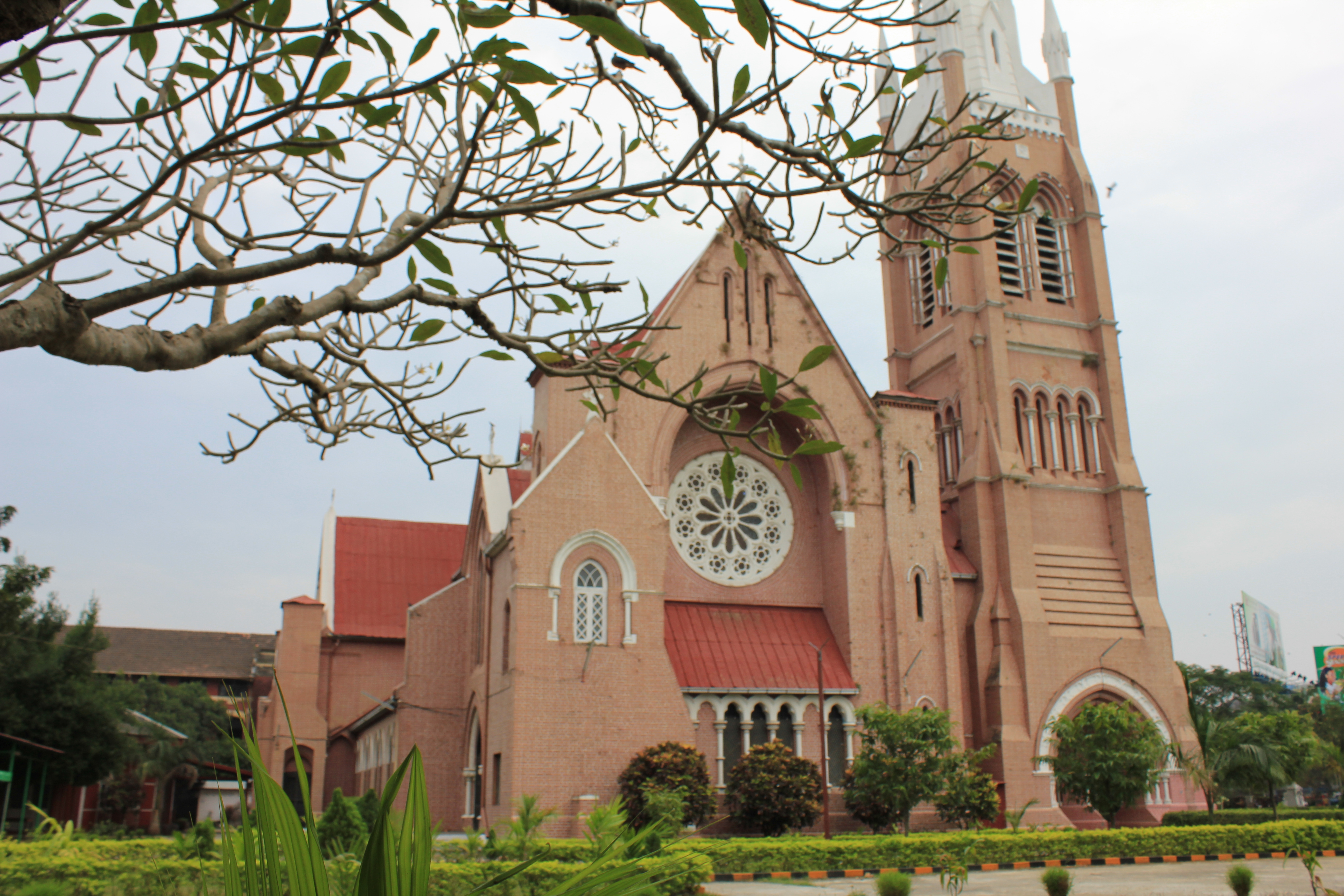
聖三一大教堂

## 外部連結
- https://web.archive.org/web/20100522073713/http://www.yangoncity.com.mm/
- 維客旅行上的仰光（页面存档备份，存于）（英文）
- OpenStreetMap上有關仰光的地理
- 谷歌地圖